# Школа № 1080 (Москва)
Школа № 1080 — государственное бюджетное образовательное учреждение на востоке Москвы.

## История школы
Школа «Экополис» № 1080 была построена в районе Преображенской площади в конце 1989 г. Она «правопреемница» московской школы № 379, ведущей своё летоисчисление с 1936 г.
За более 70 лет существования школы в ней сложились прочные педагогические и ученические традиции. На протяжении многих лет школа воспитывала граждан, патриотов своей Родины. Пионерская дружина школы на протяжении многих лет носила имя молодогвардейца Олега Кошевого. С 1980 г. по 1990 г. пионерская дружина становилась десятикратно правофланговой.
В 1980 г. на базе школы создается музей боевого пути 8-й Воздушной армии, который вскоре получает статус центрального для поисковых отрядов, детских организаций, носящих имена героев 8-й Воздушной армии. Ежегодно на базе музея проводились Всесоюзные слеты. Свыше 100 городов и поселков участвовали в них.
В 2005 г. силами родителей, учителей и школьников была открыта новая экспозиция музей 8-й Воздушной армии. Работа по воссозданию музея сплотила коллектив и стала основой для формирования детской общественной организации «Крылья».

В 1995 г. школа № 1080 «Экополис» стала победителем окружного конкурса «Школа года», а в 1996 году лауреатом городского конкурса «Школа года». С 2002 г. школа является действительным членом мировой Дальтон-ассоциации

## Директора школы
1. Цымбал Раиса Митрофановна (заслуженный учитель РФ, кандидат педагогических наук)[2] — 1989 г. - 7 июля 2015 года.
2. Казакова Инна Владимировна - 7 июля 2015 года - 28 июня 2017 года
3. Зубова Татьяна Владимировна - 29 июня 2017 года - настоящее время.

## Педагогический коллектив
В школе работают 78 учителей и педагогов дополнительного образования. Из них:
- Заслуженные учителя — 2
- Кандидаты педагогических наук — 2

Почётные работники образования и отличники народного образования:
- Ветераны труда — 20

Награждены:
- Государственными медалями — 26
- Грамотой департамента образования г. Москвы — 23
- Грамотой Министерства образования РФ — 6

Имеют
- высшее педагогическое образование — 52
- высшее непедагогическое образование — 18
- среднее специальное образование — 8

Имеют стаж работы
- более 40 лет — 3
- 31-40 лет — 7
- 21-30 лет — 21
- 11-20 лет — 24
- 5-10 лет — 11
- менее 5 лет — 8

Имеют аттестационную категорию
- высшую — 27
- первую −25
- вторую — 10

## Школьный музей
История создания музея связана с ветераном 8-й Воздушной армии — Анфиногеновым А. З., который в конце 1970-х годов писал книгу о своей службе в 8-й Воздушной армии в годы войны. Отрывки из этой книги он читал ученикам школы на уроках Мужества. С этих встреч начался активный поиск учащимися школы ветеранов 8-й Воздушной армии оставшихся в живых и биографических данных по погибшим. Найденные школьниками ветераны и их родственники в течение многих лет, ныне живущие и сейчас являются самыми почетными гостями школы. В музее проходят встречи с ветеранами ВОВ.

## Образовательный процесс
Центр образования № 1080 осуществляет образование по программам основного и профильного обучения.
Дополнительное образование в Центре образования № 1080 «Экополис» представляет собой разноуровневую и целостную образовательную систему, индивидуализирующую образовательный путь ребёнка в рамках единого социокультурного образовательного пространства. Особенностью школы «Экополис» является наличие Центра дополнительного образования, в котором учащиеся имеют возможность бесплатно заниматься в кружках, секциях, студиях, клубах по интересам.
Центр дополнительного образования (ЦДО) в школе существует уже больше 10 лет. Работа его строится на основе учёта возрастных физиологических, психологических особенностей и творческих интересов учащихся четырёх групп: дошкольники (дети 5-6 лет), 1-4 классы (первая ступень обучения), 5-8 классы (вторая ступень обучения), 9-11 классы (третья ступень обучения).
В настоящее время ЦДО включает в себя 7 направлений:
- художественно-эстетическое
- культурологическое
- военно-патриотическое
- физкультурно-спортивное
- туристско-краеведческое
- социально-педагогическое
- научно-техническое

## Интересные факты
- Во время Великой Отечественной войны в здании школы был развернут госпиталь.
- Выпускники школы ушли добровольцами на фронт, многие из них не вернулись. Им посвящена доска памяти, которая открыта в школе.
- В 2009 году школе присвоен статус Центра образования.
- В школе до сих пор действует дальтон-план, используемый на государственном уровне с 1920 по 1930 годы и ныне не имеющий широкого распространения в России.
- При школе существует самоуправление, которое школа развивает более 10 лет[4]
- На 2013 год среднемесячная зарплата учителя ЦО № 1080 — 67 833,30 рублей.[5]

## Адрес школы
Россия, город Москва,ВАО, район Преображенское, Знаменская улица, дом 12/4.